# Abgeschminkt!
Abgeschminkt! és una pel·lícula alemanya dirigida per Katja von Garnier, estrenada el 1993.

## Sinopsi
La dibuixant Frenzy viu a Munic i està passant per una crisi creativa. Els seus esbossos són més aviat pessimistes, per això demana al seu redactor en cap que faci reportatges més optimistes, sinó perdrà la feina. La millor amiga de Frenzy, Maischa, s'enfronta al seu xicot Klaus, amb qui anava a una reunió el cap de setmana. En canvi, vol passar el cap de setmana sortint i divertint-se. Tots dos van a una exposició on la Maisha mira amb tendresa el maco René. Frenzy descobreix més coses sobre René gràcies a un amic. Així, l'endemà, es fa un acord entre les dues dones. Frenzy ha de portar Mark, un amic de René, present a l'exposició.
Tot i que Frenzy considera que això és una pèrdua de temps i porta a Mark enfadat sota la seva ala, el dia que passa amb ell a Munic resulta molt agradable i divertit. Mentrestant, la Maisha sopa amb René, va a casa seva i dorm amb ell. Quan Frenzy torna a casa a la nit i troba Maisha ja a la seva banyera, aquesta explica la desastrosa trobada sexual amb René. Frenzy i Mark es retroben els dies següents i s'enamoren. La relació es converteix en un repte per a ells, ja que en Mark viu i treballa en un altre lloc i poques vegades ve a Munic. Maisha trenca amb el seu xicot i intenta acceptar-se amb ella mateixa a la seva vida.“

## Repartiment
- Katja Riemann : Frenzy
- Nina Kronjäger : Maischa
- Gedeon Burkhard : René
- Max Tidof : Mark
- Daniela Lunkewitz : Susa
- Peter Sattmann : Schwarz
- Jophi Ries : el gerenta del bar

## Premis
- Premi Ernst-Lubitsch 1994
- Bayerischer Filmpreis 1994 : primera direcció (Katja von Garnier), vestuari (Birgit Aichele), millor protagonista femenina (Katja Riemann)
- Student Academy Awards 1994 : millor pel·lícula estrangera
- Festival Internacional de Curtmetratges d'Uppsala 1994 : millor pel·lícula